# Knockin' on Heaven's Door
〈Knockin' on Heaven's Door〉는 1973년 영화 《관계의 종말》의 사운드트랙을 위해 작사, 작곡한 미국의 싱어송라이터 밥 딜런의 노래이다. 이 영화의 초연 후 두 달 만에 단 한 달 만에 개봉된 이 영화는 여러 나라에서 톱 10에 들며 전 세계적으로 히트를 쳤다. 이 노래는 1960년대 이후 딜런의 가장 인기 있고 가장 많이 커버된 작품 중 하나가 되었고, 건즈 앤 로지스, 에릭 클랩튼, 랜디 크로퍼드 등의 커버를 만들어냈다. 딜런의 전기작가 클린턴 헤일린이 "훌륭한 단순함의 연습"이라고 묘사한 이 노래는 두 개의 짧은 구절을 특징으로 하는데, 이 구절의 가사는 이 구절이 쓰인 영화의 장면을 직접 언급하는 것이고 그의 아내(케이티 후라도)를 "마마"라고 지칭하는 개척자 법률가(슬림 픽컨스)의 죽음이다.

## 인증
| 국가                               | 인증     | 판매량/출하량 |
| ---------------------------------- | -------- | ------------- |
| 이탈리아 (FIMI)                    | 플래티넘 | 70,000        |
| 영국 (BPI)                         | 실버     | 200,000       |
| 판매량+스트리밍을 기반으로 한 인증 |          |               |

## 다른 밥 딜런 버전
그의 웹사이트에 따르면, 딜런은 1974년 라이브 데뷔와 2003년 마지막 외출 사이에 460번 콘서트에서 이 노래를 연주했다. 이 버전들 중 일부는 딜런의 라이브 음반과 《부틀렉》 시리즈 음반에 다음과 같이 등장했다.
- Before the Flood
- Bob Dylan at Budokan
- Dylan & the Dead
- The 30th Anniversary Concert Celebration
- MTV Unplugged
- Thirty-Nine Years of Great Concert Performances
- The Rolling Thunder Revue

## 건즈 앤 로지스 버전
1987년, 미국의 하드 록 밴드 건즈 앤 로지스가 이 노래를 공연하기 시작했다. 이 곡의 라이브 버전은 같은 해 〈Welcome to the Jungle〉의 12인치 싱글로 발표되었다. 그들은 1990년 미국 《빌보드》 록 트랙 차트에서 18위, 캐나다 《RPM》 톱 싱글 차트에서 56위에 오른 영화 《폭풍의 질주》의 사운드트랙을 스튜디오 버전으로 녹음하여 발매했다.
이 버전은 1991년 밴드의 음반 《Use Your Illusion II》를 위해 약간 수정되었고, 2절의 반응은 무시되었다. 이 음반의 두 번째 싱글로 발매된 이 곡은 영국 싱글 차트와 뉴질랜드 싱글 차트에서 2위에 올랐다. 이 밖에도 이 싱글은 포르투갈, 벨기에, 네덜란드의 차트에서 1위를 차지했으며, 1992년 이 나라에서 가장 많이 팔린 곡이었다. 이 곡이 1위에 오른 아일랜드에서는 건즈 앤 로지스의 세 번째(그리고 마지막까지) 1위 싱글이자 9연속 톱 5 히트곡이 되었다.
1992년 프레디 머큐리 추모 콘서트에서 그들이 이 곡을 공연한 것은 싱글 발매를 위한 B-사이드로 사용되었고 1999년 발매된 그들의 음반 《Live Era '87–'93》에도 포함되었다. 또 다른 버전은 《Use Your Illusion World Tour - 1992 in Tokyo II》에서 공개되었다. 이 버전의 노래의 뮤직 비디오는 앤디 모라한이 감독했다.

### 인증
| 국가                                                            | 인증     | 판매량/출하량 |
| --------------------------------------------------------------- | -------- | ------------- |
| 오스트레일리아 (ARIA)                                           | 골드     | 35,000^       |
| 덴마크 (IFPI Danmark)                                           | 골드     | 45,000        |
| 독일 (BVMI)                                                     | 골드     | 250,000^      |
| 이탈리아 (FIMI)                                                 | 플래티넘 | 50,000        |
| 네덜란드 (NVPI)                                                 | 플래티넘 | 75,000^       |
| 영국 (BPI)                                                      | 골드     | 400,000       |
| ^출하량을 기반으로 한 인증 · 판매량+스트리밍을 기반으로 한 인증 |          |               |